# Dellach
Dellach è un comune austriaco di 1 233 abitanti nel distretto di Hermagor, in Carinzia; si trova nell'alta Gailtal, al confine con l'Italia.